# Mantispa bicolor
Mantispa bicolor är en insektsart som först beskrevs av Hermann Stitz 1913.  Mantispa bicolor ingår i släktet Mantispa och familjen fångsländor. Inga underarter finns listade i Catalogue of Life.